# Eugene Field
Eugene Field (Senior) (ur. 2 września 1850, zm. 4 listopada 1895) – amerykański poeta, znany głównie jako autor wierszy dla dzieci. Urodził się w mieście St. Louis w stanie Missouri jako dziecko adwokata Roswella Martina Fielda, który przed sądem reprezentował między innymi niewolnika Dreda Scotta w precedensowej sprawie o uzyskanie wolności osobistej. Po śmierci matki wychowywała go kuzynka Mary Field French, mieszkająca w Amherst w stanie Massachusetts. W 1875 roku Field zaczął pracę jako dziennikarz w St. Joseph Gazette w mieście St. Joseph, Missouri. W tym samym roku ożenił się z Julią Comstock, z którą miał ośmioro dzieci. Eugene Field zmarł w Chicago  w wieku 45 lat na atak serca.